# قلعه طوق
قلعه طوق، از توابع بخش مرکزی شهرستان دزفول در استان خوزستان ایران است.

## جمعیت
این روستا در دهستان قبله‌ای قرار دارد و براساس سرشماری مرکز آمار ایران در سال ۱۳۸۵، جمعیت آن ۱٬۹۹۸ نفر (۳۷۳خانوار) بوده‌است.